# Čmelák Aninka
Čmelák Aninka je kniha pro děti, kterou napsal a ilustroval český spisovatel a novinář Ondřej Sekora. Kniha poprvé vyšla v roce 1959 v nakladatelství SNDK, později knihu pro Klub mladých čtenářů vydalo nakladatelství Albatros, navazující na SNDK, roku 1975. Kniha vypráví nejen o životě, důležitosti a užitečnosti čmeláků, ale také o životních nástrahách, kterým musí čelit.

## Děj
Jednoho dne, když se začalo probouzet jaro, se probudila i Aninka, čmeláčí maminka. Jejím úkolem bylo najít nějaké vhodné hnízdo, aby ochránila své budoucí děti. Tak jako každá čmeláčí maminka létala těsně nad zemí sem a tam a hledala nějakou vhodnou skulinku, kde by se mohla usadit. Při hledání si jí všiml pan Navlíkal se synem a vymysleli, že to bude čmelák Aninka. Aninka byla velmi pilná a pracovitá. Jakmile si našla hnízdo, hned si začala dělat zásoby. Jednoho dne to však přehnala a bylo jí opravdu zle. Nebyla to ovšem taková tragédie, protože se našlo pár pomocníků, kteří se o ní postarali a vše jí připravili, než jí zase bude dobře.
Když se Aninka uzdravila, potkala se před svým domečkem s hodným mravenečkem, který jí nabídl, že jí bude poklízet. Aninka přijala a na oplátku mu dávala trochu sladké kašičky. Mraveneček je v příběhu klíčový, protože právě on zachránil Aninku a ostatní čmeláky před hrozbou, kterou si pro ně připravili kluci z Chlapíkova. Kazimír Pohlouplý, Lojza Nenechavec a Pepík Vdoleček se chtěli čmelákům pomstít, protože kvůli nim byli ve škole potrestáni. To se jim však krutě nevyplatilo. Jejich plán byl jasný. Chtěli najít co nejvíce čmeláčích hnízd a zasypat je. To však nevěděli, že je při plánování pomsty někdo poslouchá. Když to mraveneček slyšel, ihned varoval Aninku a ostatní čmeláky a celou záchrannou akci vzal do svých rukou. Za pomoci svých kamarádů mravenečků namluvil vosám a sršním, že se na ně kluci chystají a ony tomu uvěřily. Jakmile přišel den D a kluci vyrazili, čekaly na ně už vosy a sršně a daly jim pořádnou lekci. Ze třech pomstychtivých kluků se po této zkušenosti stali strážci čmeláků.
Jak už bylo zmíněno, kniha pojednává nejen o životě nebo příhodách čmeláka Aninky, ale také vyzdvihuje užitečnost a důležitost čmeláků v přírodě. V Chlapíkově si čmeláků velice vážili a to hlavně díky veliké úrodě jeteliny. Čmelák je totiž jediný, který má dostatečně dlouhý sosák na to, aby dosáhl na sladkou štávu a díku tomu, že létá z květu na květu, dochází k opylování a v Chlapíkově tak mají velkou úrodu.

## Postavy
Hlavní postavou knihy je čmelák Aninka. Je to velmi milá, starostlivá a pilná čmeláčí maminka, která v knize musí čelit nejedné životní situaci. Jedno z mnoha Aninčiných dětí, Majdalenka, vystupuje v příběhu jako velmi pilná a chytrá holčička, která vzdělává ostatní čmeláčí děti. Nelze zapomínat ani na ochotného a pracovitého mravenečka, který pomáhá Anince s úklidem a varuje jí před zlými kluky. Kazimír Pohlouplý, Lojza Nenechavec a Pepík Vdoleček jsou kluci, kteří chtějí dát v příběhu čmelákům pořádně zabrat. Dále se v příběhu objevují vosy, sršně a také pták ťuhýk.

## Přijetí díla a interpretace
Týdeník Kultura vydání knihy přivítal slovy, že hrdiny nové knihy Sekorovy jsou tentokrát čmeláci a že je to opět kniha, v níž se kolem čmeláka Aninky rozvíjí poutavé pásmo z přírody. Pojednává „hlavně o čmeláčím rodu, který má v životě rostlin důležitou úlohu“. Autor zůstal věrný osvědčeným způsobem, jak dát přírodovědnému poučení beletristickou povahu, a doprovodil svou knihu rozmanitými obrázky.
Anotace knihy zdůrazňuje tematické bohatství díla: „Aninka z knížky slavného ilustrátora, karikaturisty a spisovatele Ondřeje Sekory má spoustu práce: musí najít úkryt pro svoje hnízdo, aby se v něm malým čmeláčkům líbilo a byli v bezpečí před nejrůznějšími nepřáteli, ať už to jsou nerozumní kluci nebo třeba ťuhýk. Kniha s barevnými ilustracemi je určena dětem předškolního a raného školního věku. Naleznou v ní spoustu zábavy i poučení“.
Dle Zdeňka Karla Slabého knihy Onřeje Sekory sehrály a hrají neustále velkou úlohu mezi dětmi a jsou jedním ze sloupů naší moderní dětské literatury. Zvláště spojitost kreslíře a vypravěče z nich vytváří zcela zvláštní druh dětské četby.
Čmelák Aninka má podle Slabého daleko do popularity Ferdy Mravence, jelikož se nemůže pochlubit jeho pestrými osudy ani jeho obdivuhodnými charakterovými vlastnostmi. Ze své dosavadní práce si tu však autor dokázal přenést i do Čmeláka Aninky dvě důležité hodnoty: „veselost svěžích kreseb a hovorovou blízkost dětskému čtenáři“. K nim přidává propagaci ochrany čmeláků, tentokrát již nezastřené, a přesné přírodovědné poučení. Slabý proto usoudil, že by bylo nesprávné chtít Čmeláka Aninku s Ferdou Mravencem porovnávat a vyvyšovat druhého na úkor prvního – jedná se o zcela jiný druh literatury.
Václav Stejskal ve knize Moderní česká literatura pro děti uvedl, že Čmelák Aninka, podobně jako o něco starší Uprchlík na ptačím stromě, „upoutává typicky sekorovskou milou, upřímnou naivitou a srdečným humorem“. Zdá se mu však, jako by v Čmelákovi Anince Sekorova svých schopností nevyužil tak dobře jako ve starších textech: poučení z knihy „trčí příliš mentorsky“, postavy dětí působí jako „nechtěné karikatury“ a humorné zjednodušování „zabíhá místy i od vulgárních poloh“.